# Zdeněk Godla
Zdeněk Godla (n. 25 mai 1975, Chomutov⁠(d), Ústí nad Labem, Cehia) este un actor ceh de origine romă.
A intrat în actorie din întâmplare, în timp ce făcea muncă în folosul comunității în Chomutov, unde în acel moment se făcea casting pentru filmul Cesta ven (2014). A participat la audiții și a obținut rolul. A atras atenția regizorului Petr Václav, care l-a distribuit ulterior în alte filme (Nikdy nejsme nejsme sami, Skokan).
Cel mai mare răspuns al publicului de până acum a fost interpretarea lui Franta, gunoierul rom, în serialul Česká televize Most! (2019).
I s-a oferit un rol în miniserialul TV Stockholmský syndrom, dar l-a refuzat.
În 2021 a participat la StarDance …když hvězdy tančí, mai exact în seria a unsprezecea. Partenera sa de dans a fost Tereza Prucková, cu care a căzut în runda a patra.

## Filmografie
- Cesta ven (2014) – Štefan
- Nikdy nejsme sami (2016) – proxenet Milan
- Skokan (2016) – fost proxenet
- Přátelské setkání nad sportem (film de scurt metraj studențesc, 2017)
- Štafl (serialul Stream.cz, 2018, 2 episoade)
- Most! (serial TV, 2019) – Franta
- Rapl (serial TV, 2019, episodul Echt gold) – hoțul Varga
- Ordinace v růžové zahradě 2 (serial TV, 2019) – Ludva, fratele lui Bob Švarc[10]
- Štěstí je krásná věc (2020)[11]
- Případ mrtvého nebožtíka (2020) – portar
- Marco (2021) – Zola
- Il Boemo (2022) – jucător de cărți
- Bastardi 4: Reparát (2023) – Ivan[12]
- Invalida (2023) – Gabo Angalaj
- VILLA LUCIA (2023)

### Videoclipuri
- Marek Ztracený: Dvě lahve vína, 2019[13]
- Kapitán Demo ft. Zdeněk Godla & Jan Bendig: Čardáš, 2022[14]

## Legaturi externe
- Materiale media legate de Zdeněk Godla la Wikimedia Commons
- Zdeněk Godla la ČSFD.cz
- Zdeněk Godla la Internet Movie Database